# Stephen Troyte Dunn
Pour les articles homonymes, voir Stephen Dunn et Dunn.
Stephen Troyte Dunn, né en 1868 ou 1869 et mort le 18 avril 1938, est un botaniste britannique.

## Biographie
Stephen Troyte Dunn, né le 26 août 1868 ou le 26 décembre 1869, est le deuxième fils du révérend James Dunn et de son épouse Angelina Dyke Dunn (née Acland-Troyte). Il étudie au Radley College et au Merton College (Oxford). Au Merton College, il reçoit une éducation classique et obtient un diplôme en lettres classiques.
Surintendant du département de botanique et de sylviculture dans la colonie britannique de Hong Kong, il effectue un voyage de deux mois dans les montagnes alors peu connues de la Province du Fujian et est accompagné de sa femme Maud.
Stephen Troyte Dunn meurt le 18 avril 1938.

## Publications
- (en) Alien flora of Britain, Londres, West, Newman & Company, 1905 (lire en ligne).
- (en) « A Revision of the Genus Millettia, Wight et Arn. », Botanical Journal of the Linnean Society, no 280,‎ novembre 1912, p. 123–243 (présentation en ligne). lire en ligne
  - Extrait dans Le Monde des Plantes : revue trimestrielle et internationale de bibliographie  : « Description et historique du genre, place systématique de celui-ci et clef des genres affins, morphologie; enfin description des 15 sections; puis clef des sections, des espèces : 134. Description de celles-ci et distribution géographique. A l'occasion, clefs des variétés et formes. A signaler : 17 espèces nouvelles. »